# شوارتس (آلمان)
شوارتس (به آلمانی: Schwarz) یک شهر در آلمان است که در مکلنبورگیشه زنپلاته واقع شده‌است. شوارتس ۴۱۶ نفر جمعیت دارد. شوارتس به آلمانی یعنی سیاه.